# Almanach d'un comté des sables
Almanach d'un comté des sables, suivi de Quelques croquis est un livre publié en 1949 par l'écologiste, forestier, et environnementaliste américain Aldo Leopold. Il décrit le territoire et les paysages situés autour de la demeure de l'auteur, dans le comté de Sauk (Wisconsin). Cette suite d'essais illustre l'idée que Leopold se faisait d'une éthique de la terre (land ethic en anglais), autrement dit d'une relation responsable existant entre les êtres humains et les territoires qu'ils habitent, aujourd'hui considérée plus largement dans le cadre d'une éthique de l'environnement. Édité et publié par son fils, Luna (en), un an après la mort de Leopold, le livre est considéré comme un jalon décisif par les mouvements de protection de l'environnement américains.

## Structure de l'œuvre
L'ouvrage se compose de trois parties :
- L'almanach proprement dit où l'auteur décrit au fil des mois ce qu'il observe dans la nature environnant sa ferme dans le Wisconsin. On y retrouve aussi bien des déductions sur le comportement des animaux à partir d'indices (cf. les déplacements de la grouse dans Territoires domestiques, ou la durée de vie des mésanges dans 65290), que des réflexions poétiques sur le travail de la terre (cf. le chant de la bêche dans Les pins sur la neige).
- Une partie intitulée Quelques croquis décrit des expériences vécues pendant quarante ans dans des lieux divers, et met en évidence les conséquences de l'action de l'être humain sur le milieu naturel. Chaque épisode met en valeur un problème écologique particulier (par exemple les conséquences de l'extermination des prédateurs naturels des ongulés sur la flore, dans Penser comme une montagne).
- La dernière partie présente de manière plus logique la théorie et les idées d'Aldo Léopold en ce qui concerne les rapports de l'être humain à la Nature et la gestion de la faune et de la flore. C'est notamment dans cette partie que se trouve la citation la plus connue de son éthique : « Une chose est juste lorsqu'elle tend à préserver l'intégrité, la stabilité et la beauté de la communauté biotique. Elle est injuste lorsqu'elle tend à l'inverse. » (L'horizon, p. 283).

### Traduction
- A Sand County Almanac, 1949
- Almanach d'un comté des sables suivi de Quelques croquis, préf. J. M. G. Le Clézio, trad. Anna Gibson, GF, 2023 [2017], 290 p.  (ISBN 978-2-081-41209-5)